# Eva Wacanno
Eva Wacanno (* 6. Februar 1991) ist eine ehemalige niederländische Tennisspielerin.

## Karriere
Wacanno spielt hauptsächlich Turniere auf dem ITF Women’s Circuit, bei denen sie bisher zwei Titel im Einzel und 35 im Doppel gewonnen hat.
Mit dem TK Blau-Weiss Aachen stieg Eva Wacanno 2013 in die 1. Bundesliga auf, in der sie auch 2014 und 2015 angetreten ist.

## Turniersiege

### Einzel
| Nr. | Datum            | Turnier | Kategorie   | Belag             | Finalgegnerin      | Ergebnis      |
| --- | ---------------- | ------- | ----------- | ----------------- | ------------------ | ------------- |
| 1.  | 23. Februar 2014 | Mâcon   | ITF $10.000 | Hartplatz (Halle) | Harmony Tan        | 6:1, 7:64     |
| 2.  | 24. Januar 2015  | Aqtöbe  | ITF $10.000 | Hartplatz (Halle) | Polina Vinogradova | 2:6, 6:4, 6:1 |

### Doppel
| Nr. | Datum              | Turnier                    | Kategorie   | Belag             | Partnerin           | Finalgegnerinnen                                 | Ergebnis          |
| --- | ------------------ | -------------------------- | ----------- | ----------------- | ------------------- | ------------------------------------------------ | ----------------- |
| 1.  | 12. November 2010  | Mallorca                   | ITF $10.000 | Sand              | Marcella Koek       | Benedetta Davato Federica Quercia                | 6:3, 6:2          |
| 2.  | 29. April 2011     | Zell am Harmersbach        | ITF $10.000 | Sand              | Marcella Koek       | Désirée Schelenz Christina Shakovets             | 6:1, 6:4          |
| 3.  | 24. Juni 2011      | Breda                      | ITF $10.000 | Sand              | Karolina Wlodarczak | Kim Kilsdonk Nicolette van Uitert                | 6:2, 6:4          |
| 4.  | 7. Juli 2011       | Brüssel                    | ITF $10.000 | Sand              | Marcella Koek       | Els Callens Nancy Feber                          | 7:5, 3:6, [10:5]  |
| 5.  | 28. Juli 2011      | Maaseik                    | ITF $10.000 | Sand              | Marcella Koek       | Kim Kilsdonk Nicolette van Uitert                | 7:5, 6:1          |
| 6.  | 6. November 2011   | Sunderland                 | ITF $10.000 | Hartplatz (Halle) | Caitlin Whoriskey   | Martina Borecká Petra Krejsová                   | 6:2, 4:6, [10:8]  |
| 7.  | 19. November 2011  | Équeurdreville             | ITF $10.000 | Hartplatz (Halle) | Elyne Boeykens      | Elixane Lechemia Silvia Njirić                   | 6:4, 6:4          |
| 8.  | 18. Februar 2012   | Tallinn                    | ITF $10.000 | Hartplatz (Halle) | Lucia Butkovská     | Darja Lebeschawa Julija Waletowa                 | 6:4, 7:65         |
| 9.  | 4. Mai 2012        | Edinburgh                  | ITF $10.000 | Sand              | Karolina Wlodarczak | Elixane Lechemia Martina Přádová                 | 4:6, 6:0, [13:11] |
| 10. | 11. August 2012    | Pirot                      | ITF $10.000 | Sand              | Raluca Elena Platon | Dalia Zafirova Lina Gjorcheska                   | 6:2, 1:6, [10:8]  |
| 11. | 13. Juli 2013      | Aschaffenburg              | ITF $25.000 | Sand              | Demi Schuurs        | Carolin Daniels Laura Schaeder                   | 7:5, 1:6, [14:12] |
| 12. | 26. Juli 2013      | Maaseik                    | ITF $10.000 | Sand              | Demi Schuurs        | Bernice van de Velde Kelly Versteeg              | 6:2, 4:6, [10:7]  |
| 13. | 27. September 2013 | Varna                      | ITF $10.000 | Sand              | Raluca Elena Platon | Michaela Boev Camelia Hristea                    | 6:3, 6:4          |
| 14. | 4. Oktober 2013    | Albena                     | ITF $10.000 | Sand              | Dalia Zafirova      | Lina Gjorcheska Camelia Hristea                  | 4:6, 6:2, [10:8]  |
| 15. | 11. Oktober 2013   | Russe                      | ITF $10.000 | Sand              | Irina Bara          | Lina Gjorcheska Camelia Hristea                  | 6:1, 6:2          |
| 16. | 14. Dezember 2013  | Madrid                     | ITF $25.000 | Hartplatz         | Demi Schuurs        | Elitsa Kostova Jewgenija Rodina                  | 6:1, 6:2          |
| 17. | 30. August 2014    | Caslano                    | ITF $10.000 | Sand              | Alexandra Nancarrow | Angelica Moratelli Lisa Sabino                   | 6:0, 6:3          |
| 18. | 6. September 2014  | Alphen aan den Rijn        | ITF $25.000 | Sand              | Rebecca Peterson    | Richèl Hogenkamp Lesley Kerkhove                 | 6:4, 6:4          |
| 19. | 18. Januar 2015    | Scharm El-Scheich          | ITF $10.000 | Hartplatz         | Pia König           | Camilla Rosatello Yuuki Tanaka                   | 4:6, 7:62, [10:5] |
| 20. | 27. Februar 2015   | Mâcon                      | ITF $10.000 | Hartplatz (Halle) | Isabella Schinikowa | Kinnie Laisné Marine Partaud                     | 6:4, 3:6, [10:5]  |
| 21. | 21. März 2015      | Oslo                       | ITF $10.000 | Hartplatz (Halle) | Justyna Jegiołka    | Jana Fett Adrijana Lekaj                         | 6:1, 6:1          |
| 22. | 20. Juni 2015      | Scharm asch-Schaich        | ITF $10.000 | Hartplatz         | Rishika Sunkara     | Olga Parres Azcoitia Prarthana Thombare          | 6:1, 6:1          |
| 23. | 22. Juni 2015      | Scharm asch-Schaich        | ITF $10.000 | Hartplatz         | Prarthana Thombare  | Ola Abou Zekry Eleni Kordolaimi                  | 6:4, 7:65         |
| 24. | 1. August 2015     | Pärnu                      | ITF $10.000 | Sand              | Emma Flood          | Joana Eidukonytė Helen Parish                    | 6:4, 6:2          |
| 25. | 21. August 2015    | Wanfercée-Baulet           | ITF $15.000 | Sand              | Quirine Lemoine     | Elyne Boeykens Aleksandrina Najdenowa            | 2:6, 6:2, [10:6]  |
| 26. | 28. August 2015    | Caslano                    | ITF $10.000 | Sand              | Carla Touly         | Chiara Grimm Nina Stadler                        | 3:6, 6:3, [10:5]  |
| 27. | 7. September 2015  | Alphen aan den Rijn        | ITF $25.000 | Sand              | Quirine Lemoine     | Lesley Kerkhove Arantxa Rus                      | 3:6, 6:4, [10:7]  |
| 28. | 19. Juni 2016      | Montpellier                | ITF $25.000 | Sand              | Prarthana Thombare  | Lourdes Domínguez Lino Jil Teichmann             | 7:5, 2:6, [11:9]  |
| 29. | 2. Juli 2016       | Middelburg                 | ITF $25.000 | Sand              | Quirine Lemoine     | Valentini Grammatikopoulou Julia Wachaczyk       | 6:3, 7:5          |
| 30. | 22. April 2017     | Pula                       | ITF $25.000 | Sand              | Ankita Raina        | Irene Burillo Escorihuela Yvonne Cavallé Reimers | 6:4, 6:4          |
| 31. | 26. August 2017    | Hódmezővásárhely           | ITF $25.000 | Sand              | Elena-Gabriela Ruse | Martina Di Giuseppe Anna-Giulia Remondina        | 6:3, 6:1          |
| 32. | 9. Februar 2018    | Grenoble                   | ITF $25.000 | Hartplatz (Halle) | Amra Sadikovic      | Estelle Cascino Elixane Lechemia                 | 4:6, 6:1, [10:6]  |
| 33. | 26. März 2018      | Santa Margherita di Pula   | ITF $25.000 | Sand              | Chantal Škamlová    | Sopia Schapatawa Anastassija Wassyljewa          | 6:1, 5:7, [10:6]  |
| 34. | 17. August 2018    | Las Palmas de Gran Canaria | ITF $25.000 | Sand              | Quirine Lemoine     | Emily Arbuthnott Mirjam Björklund                | 7:66, 6:1         |
| 35. | 21. Juni 2019      | Montpellier                | ITF W25+H   | Sand              | Marina Melnikowa    | Albina Xabibulina Julia Wachaczyk                | 4:6, 6:4, [10:3]  |